# Sublime (Album)
Sublime (dt. „erhaben“) ist das dritte und letzte Studioalbum der US-amerikanischen Band Sublime. Es erschien in Europa am 21. Oktober 1996 bei MCA Records und war das erste Album der Band, das bei einem Major-Label erschien.

## Entstehung und Veröffentlichung
Nach der Veröffentlichung vom Vorgängeralbum Robbin' The Hood wurde Sublime erstmals unter dem Major-Label MCA Records veröffentlicht. Während der Aufnahmen starb Gitarrist Nowell am 25. Mai 1996 in einem Hotelzimmer in San Francisco an einer Heroinüberdosis. Nach dem Tod löste sich die Band auf, das Album erschien damit fast drei Monate nach Auflösung der Band. Gemessen an den Verkaufszahlen und den Chartplatzierungen war Sublime das erfolgreichste Album der Band.

## Titelliste
1. Garden Grove  – 4:21
2. What I Got  – 2:51
3. Wrong Way  – 2:16
4. Same In The End  – 2:37
5. April 29, 1992 (Miami)  – 3:53
6. Santeria – 3:03
7. Seed – 2:10
8. Jailhouse – 4:53
9. Pawn Shop – 6:06
10. Paddle Out – 1:15
11. The Ballad Of Johnny Butt – 2:11
12. Burritos – 3:55
13. Under My Voodoo – 3:26
14. Get Ready – 4:52
15. Caress Me Down – 3:32
16. What I Got (Reprise) – 3:02
17. Doin’ Time – 4:14

## Beteiligte Musiker
- Jon Blondell: Posaune
- Todd Foreman: Saxofon
- Bud Gaugh: Schlagzeug
- David Kahne: Klavier, Orgel
- Paul Leary: Gitarre
- Field Marshall: Gitarre
- Brad Nowell: Gesang, Gitarre, Hammond-Orgel
- Eric Wilson: Bass

## Rezeption

### Kritiken
Von Kritikern wurde das Album überwiegend positiv bewertet.
Stephen Thomas Erlewine von Allmusic vergibt dem Album 4,5 von fünf möglichen Sternen. Er ist zwar der Meinung, dass das Album teilweise durch den Tod Nowells überbewertet werde, durch die musikalische Vielfalt sei das Album bis auf einige Aufnahmen aber „sehr bezaubernd“.
Sputnikmusic vergibt mit fünf Punkten die Höchstbewertung und lobt insbesondere das Gitarrenspiel Nowells und die vielfältig benutzten Stile. Die Singles Same in the End, Santeria, Pawn Shop und Under My Voodoo werden dabei als besonders gelungen bezeichnet.
Ebenfalls die Höchstpunktzahl von fünf maximalen Sternen erhielt Sublime von Punknews.org. Der Kritiker meint, dass dieses Album in jede Plattensammlung gehöre, dies werde vor allem durch den Gesang und die Gitarre Nowells hervorgerufen, so dass man ihm nicht anhöre, dass er das Album unter Drogeneinfluss aufgenommen hat.

### Auszeichnungen
Vom Rolling Stone wurde das Album auf Platz 25 der 100 besten Album der 1990er Jahre gewählt. Im Jahr 2003 sprach das Magazin Kerrang dem Album Platz 25 der 50 einflussreichsten Alben aller Zeiten zu.

## Kommerzieller Erfolg

### Chartplatzierungen
Sublime konnte sich in zwei Ländern in den Charts platzieren, nämlich in Neuseeland mit Platz 6 sowie den USA mit Platz 13. Auch zwei Singleauskopplungen konnten Charts erreichen. In Neuseeland kamen sowohl What I Got mit Platz 34 als auch Doin' Time mit Platz 42 in die Single-Charts, in den USA erreichte Doin' Time Platz 87. In Großbritannien, wo sich das Album nicht platzieren konnte, erreichte die Single What I Got Platz 71.
| ChartsChartplatzierungen       | Höchstplatzierung | Wochen |
| ------------------------------ | ----------------- | ------ |
| Vereinigte Staaten (Billboard) | 13 (235 Wo.)      | 235    |

| ChartsJahrescharts (2024)      | Platzierung |
| ------------------------------ | ----------- |
| Vereinigte Staaten (Billboard) | 197         |

### Auszeichnungen für Musikverkäufe
| Land/Region               | Auszeichnungen für Musikverkäufe (Land/Region, Auszeichnung, Verkäufe) | Verkäufe  |
| ------------------------- | ---------------------------------------------------------------------- | --------- |
| Neuseeland (RMNZ)         | 5× Platin                                                              | 75.000    |
| Vereinigte Staaten (RIAA) | 5× Platin                                                              | 5.000.000 |
| Insgesamt                 | 10× Platin ·                                                           | 5.075.000 |